# Herschel Weingrod
Herschel Alan Weingrod (* 30. Oktober 1947 in Milwaukee, Wisconsin) ist ein US-amerikanischer Drehbuchautor und Filmproduzent.

## Leben
Herschel Weingrod graduierte nach seinem Studium von 1965 bis 1969 an der University of Wisconsin–Madison mit einem Bachelor in Europäischer Geschichte. Anschließend ging er für zwei Jahre nach London, wo er sein Studium von 1969 bis 1971 an der London Film School mit einem Master abschloss.
Während dieser Zeit lernte er Timothy Harris kennen, mit dem er mehrere Jahre später zusammen einige Hollywood-Spielfilme wie Die Glücksritter, Twins – Zwillinge und Kindergarten Cop. Weingrod war es auch, der Harris dazu brachte, Filmdrehbücher zu schreiben, als sie 1980 gemeinsam das Drehbuch zur Komödie Cheaper to Keep Her schrieben. Zuvor mündete die gemeinsame Freundschaft bereits darin, dass Harris ein Drehbuch Weingrods, welches nie verfilmt wurde, zu einem Roman adaptieren durfte, welcher 1979 unter dem Titel Heat Weave erschien. Sie gründeten auch gemeinsam die Produktionsfirma Myrtos Productions, welche unter anderem 1992 mit 20th Century Fox einen Zweijahresvertrag einging, woraus 1993 der gemeinsam produzierte Film Falling Down – Ein ganz normaler Tag entstand. 2007 war Weingrod als Produzent an dem Filmdrama The Final Season beteiligt.

## Filmografie (Auswahl)
- 1981: Cheaper to Keep Her
- 1983: Die Glücksritter (Trading Places)
- 1985: Zum Teufel mit den Kohlen (Brewster's Millions)
- 1988: Lifted
- 1988: Meine Stiefmutter ist ein Alien (My Stepmother Is an Alien)
- 1988: Twins – Zwillinge (Twins)
- 1990: Kindergarten Cop
- 1991: Reine Glückssache (Pure Luck)
- 1993: Falling Down – Ein ganz normaler Tag (Falling Down, auch Produzent)
- 1996: Space Jam
- 2007: The Final Season (nur Produzent)
- 2016: Kindergarten Cop 2

## Auszeichnungen (Auswahl)
British Academy Film Award
- 1984: Nominierung für das Beste Originaldrehbuch mit Die Glücksritter